# Adobe Animate CC
Adobe Animate (anteriorment Adobe Flash Professional, Macromedia Flash i FutureSplash Animator) rep un dels programes més famosos de la casa Adobe, juntament amb els seus germans Adobe Illustrator i Adobe Photoshop. Es tracta d'una aplicació de creació i manipulació de gràfics vectorials amb la possibilitat de maneig de codi mitjançant un llenguatge de scripting anomenat ActionScript. Animate és un estudi d'animació que treballa sobre "fotogrames" i està destinat a la producció i lliurament de contingut interactiu per a diferents audiències de tot el món sense importar la plataforma. Actualment és desenvolupat i comercialitzat per Adobe Systems Incorporated i forma part de la família Adobe Creative Suite. La seva distribució ve donada mitjançant diferents presentacions: d'una banda, de forma individual, i de l'altra, com a part d'un paquet: Adobe Creative Suite Design Premium, Adobe Creative Suite Web Premium i Web Standard, Adobe Creative Suite Production Studio Premium i Adobe Creative Suite Master Collection. S'utilitza sobre animacions publicitàries, curtmetratges animats i sèries d'animació, entre d'altres.
A Animate utilitza gràfics vectorials i mapa de bits, so, codi de programa, flux de vídeo i àudio bidireccional (el flux de pujada només està disponible si es fa servir conjuntament amb Macromedia Flash Communication Server). En sentit estricte, Animate és l'entorn de desenvolupament i Flash Player és el reproductor utilitzat per visualitzar els arxius generats amb Flash. En altres paraules, Adobe Animate crea i edita les animacions o arxius multimèdia i Adobe Flash Player les reprodueix.
Els arxius reproduïbles d'Adobe Animate, que tenen -generalment- l'extensió d'arxiu SWF, poden aparèixer en una pàgina web per ser vists en un navegador web, o poden ser reproduïts independentment per un reproductor Flash.

## Història
Fou llançat al maig de 1996 per una petita empresa de desenvolupament, anomenada FutureWave Software, i el seu nom original va ser FutureSplash Animator, posteriorment a la seva adquisició -el desembre de 1996- per part de Macromedia, passà a anomenar-se Macromedia Flash 1.0. En versions anteriors, Macromedia amplià Flash més enllà de les animacions simples, convertint-lo en una eina de desenvolupament completa, per crear -principalment- elements multimèdia i interactius per a Internet.
Al desembre de 2005, Adobe comprà Macromedia i els seus productes, entre ells Flash, que passà a anomenar-se Adobe Flash. L'any 2007, Adobe llançà Adobe Flash CS3 Professional, el qual formà part de Creative Suite de productes de CS3 a CS6, fins que Adobe eliminà la creació de Creative Suite a favor de Creative Cloud (CC).
L'1 de desembre de 2015, Adobe anuncià que el programa seria canviat de nom per Adobe Animate en la seva propera actualització important. La decisió va sorgir a conseqüència de l'esforç per desvincular el programa d'Adobe Flash Player, reconeixent el seu creixent ús per a la creació d'HTML5 i contingut de video, i l'esforç per començar a descoratjar l'ús de Flash Player a favor de solucions basades en estàndards web. La primera versió sota el nou nom va ser llançada el 8 de febrer de 2016.

## Característiques

### Adobe Animate i l'animació[4]
Igual que altres tipus de programes com photoshop, podem establir que és un dels millors d'Adobe en comparació d'uns altres, ja que va ser programat en "pse int" i pesa poc (40 megabytes). Adobe Animate organitza les imatges i sons en capes i fotogrames per crear animacions 2D. Aquestes animacions poden ser exportades en diferents formats de vídeo (.avi, .mov, .mp4…), com a imatges ".png" o en format ".gif". També poden ser reproduïdes a l'instant per un reproductor Flash, embegut (o no) en el navegador.
Adobe Animate treballa -principalment- amb animació tradicional, és a dir, fotograma a fotograma. Et permet dividir cada fotograma en capes i dibuixar sobre una base principalment vectorial. Malgrat això, el programa compta amb alguns mètodes per facilitar la creació d'animacions, com les interpolacions de moviment, consistents en la seqüència de fotogrames independents portats d'un punt a un altre que, en reproduir-la, dona la sensació de moviment sense necessitat de dibuixar cada fotograma. En les últimes versions, el programa dona la possibilitat d'integrar estructures òssies als objectes que faciliten la seva manipulació i permeten generar moviments més naturals. També s'han inclòs nous pinzells emmotllables i la possibilitat d'usar càmeres.
El programa es va fer famós a internet quan va sorgir l'època de les "animacions flash" (en aquests moments, Animate encara portava el nom de Macromedia Flash). En aquesta època va sorgir un "boom" a les plataformes de vídeos com YouTube o Newgrounds, en les quals es van començar a pujar contingut animat amb aquest programa, ja que en aquests moments era dels pocs programes accessibles d'animació a Internet. Quan el programa va ser adquirit per Adobe, aquest va perdre una mica de fama, ja que va deixar de ser tan fàcil d'obtenir.
Antigament, el programa estava dissenyat per a animació i contingut d'Adobe Flash Player, però actualment, des que Adobe substituí el seu nom per "Animate", el programa se centra a treballar sobre HTML5 i sobretot animació. La companyia porta des de 2015 millorant el programa per transformar-lo en una eina d'animació professional, competint amb programes com Toon Boom Animation.

## Filmografia
Moltes pel·lícules i sèries del territori comercial han estat realitzades amb aquest programa. Aquestes són algunes.

### Cartoon Network
- Foster's Home for Imaginary Friends
- Hora d'Aventura (En capítols especials i la intro)
- Hi Hi Puffy AmiYumi
- Mighty Magiswords
- Chowder
- The Amazing World of Gumball

### Disney
- Gravity Falls (Només el capítol pilot)[7]
- Pecezuelos
- Kick Buttowski: Suburban Daredevil
- Fantasia 2000(Animació addicional)
- Bolt (Animació dels crèdits)
- Trenca Ralph (Animació dels crèdits)
- The Buzz on Maggie

### Nickelodeon
- Danny Phantom
- Wild Grinders
- Bunsen is a Beast
- The Fairly OddParents (A partir de la desena temporada)
- T.O.F.F. Puppy
- El Tigre: Les Aventures de Manny Rivera
- Wow! Wow! Wubbzy!
- Bob Esponja: Un heroi fora de l'aigua (Escena del Rap i crèdits)

### Adult Swim
- Brad Neely's Harg Nallin' Sclopio Peepio
- King Star King
- Mr. Pickles
- Black Dynamite

### Netflix
- BoJack Horseman
- The Mr. Peabody & Sherman Show
- F is for Family
- Big Mouth
- Home: Adventures with Tip & Oh
- Black Dynamite

### Pixar
- Ratatouille (crèdits)
- WALL·I (crèdits)
- Els Increïbles (crèdits)